# Magnus Kihlstedt
Magnus Kihlstedt (Munkedal, 1972. február 29. –) svéd válogatott labdarúgókapus.
A svéd válogatott tagjaként részt vett a  2002-es világ, illetve a 2000-es és a 2004-es Európa-bajnokságon.

## Sikerei, díjai
Brann
- Norvég kupadöntős (1): 1999

FC København
- Dán bajnok (2): 2002–03, 2003–04
- Dán kupagyőztes (1): 2003–04
- Dán szuperkupagyőztes (1): 2004
- Royal League győztes (1): 2004–05